# Яникул
Яникул (Яникулум, на латински: Mons Janiculus) е хълм в Рим на десния (западен) бряг на р. Тибър, в района Трастевере.
Наречен е така в чест на бог Янус, двуликия бог на входовете и изходите и легендарен цар на Лациум, живял според преданието на това място. Според Тит Ливий хълмът е присъединен към чертите на града при четвъртия римски цар Анк Марций не толкова поради недостиг на място, а за да не послужи за укрепление на етруските, с които по това време Рим е във война. Анк Марций огражда Яникул със стена и го свързва с Рим чрез изцяло дървен мост, поставен на дървени стълбове, в който по силата на древна религиозна забрана няма никаква метална част и е построен без употребата на метални инструменти. Намиращ се на етруска земя, хълмът служи на римляните като предмостово укрепление. По-късно е населен и окончателно включен в чертите на града.
На хълма се намират манастирите Сан Онофрио, известен с това че в него на 25 април 1595 г. умира поетът Торквато Тасо, и Сан Пиетро ин Монторио, построен там, където според преданието е разпънат апостол Петър.